# ダニエル・サンティアゴ
ダニエル・サンティアゴ（Daniel Santiago）ことダニエル・グレッグ・サンティアゴ・リン（Daniel Gregg Santiago Lynn、1976年6月24日 - ）は、プエルトリコのプロバスケットボール選手。アメリカ合衆国・テキサス州ラボック出身。ポジションはセンター。216cm、120kg

## プエルトリコ代表
1996年よりプエルトリコナショナルチームに選ばれ、1998年、2002年世界選手権に出場。2003年FIBAアメリカ選手権では銅メダル獲得。アテネ五輪及び2006年世界選手権にも出場した。